# فصل برداشت ۳
فصل برداشت ۳ جی‌بی‌سی (به انگلیسی: Harvest Moon 3 GBC) و (به ژاپنی: 牧場物語GB3 Bokujō Monogatari GB3) یک بازی ویدئویی در سبک شبیه‌سازی مزرعه است که توسط شرکت ویکتور اینتراکتیو سافتور طراحی و ساخته شد. این بازی که در مجموعه بازی‌های فصل برداشت قرار دارد، برای نخستین بار در ۲۹ سپتامبر ۲۰۰۰ در زاپن منتشر گشت. این بازی همچنین در ۱۴ نوامبر ۲۰۰۱ در ایالات متحده آمریکا نیز عرضه شد. بازی، به شکل اختصاصی برای کنسول بازی دستی گیم بوی کالر طراحی و ساخته شده است.
در این بازی، امکان انتخاب دو شخصیت پسر یا دختر برای بازیباز فراهم شده است که به فراخور شخصیت انتخابی، داستان و گیم‌پلی نیز اندکی متفاوت خواهد بود.

## گیم‌پلی
در این بازی، بازیکن می‌تواند شخصیت اصلی را به عنوان پسر یا دختر انتخاب کند که هر کدام داستان شروع و پایان متفاوتی دارند. اگر بازیکن شخصیت پسر را انتخاب کند، یک مزرعه‌دار موفق است که در مزرعه فصل برداشت ۲ زندگی می‌کند و شهردار از او می‌خواهد به دختری در جزیره مجاور کمک کند تا مزرعه پدرش را اداره کند. اگر بازیکن شخصیت دختر را انتخاب کند داستان با تلاش او برای نجات مزرعه هری شروع می‌شود. سپس با شخصیت پسر آشنا می‌شود.
بازی در یک جزیره زیبا اتفاق می‌افتد که شامل مناطق کوهستانی، چمنزارهای سرسبز، یک روستای کوچک و دوست‌داشتنی و مزرعه اصلی که مرکز فعالیت‌های بازی است. یکی از ویژگی‌های خاص این نسخه، عدم وجود فروشگاه در جزیره است. بازیکنان فقط روزهای دوشنبه و پنجشنبه می‌توانند با کشتی به خشکی اصلی بروند و خرید کنند. این سیستم با دیگر نسخه‌های سری که همیشه امکان خرید وجود دارد متفاوت است. در بخش دامداری، بازیکن می‌تواند انواع حیوانات را پرورش دهد: گاوها که شیر تولید می‌کنند، مرغ‌ها که تخم می‌گذارند، گوسفندها که پشم می‌دهند. حداکثر می‌توان ۸ عدد از هر کدام را در اختیار گرفت و همچنین امکان پرورش تا ۸ اسب وجود دارد. بازی شامل ابزارهای مختلفی است که برخی از نسخه‌های قبلی شناخته شده هستند و برخی کاملاً جدیدند.
در شروع بازی، بازیکن می‌تواند یکی از این حیوانات خانگی از جمله سگ، گربه، خوک یا پرنده را انتخاب کند.
تفاوت‌های اصلی بین نسخه دختر و پسر: بازیکن در نسخه دختر یک گاو و برس رایگان دریافت می‌کند، نمی‌تواند ابزارها را ارتقا دهد، استقامت کمتری دارد و با ازدواج بازی تمام می‌شود. در نسخهٔ پسر امکان ارتقای ابزارها وجود دارد، استقامت بیشتری دارد و بعد از ازدواج بازی ادامه پیدا می‌کند.